# Frank Eschler
Frank Eschler (* 24. September 1970) ist ein ehemaliger deutscher Fußballspieler.

## Sportliche Laufbahn

### Vereinskarriere
Frank Eschler, der ab 1976 der Jugendabteilung des FC Carl Zeiss Jena angehörte und im Sommer 1989 für das Nachwuchsoberligaaufgebot der Thüringer gemeldet wurde, rückte während der Wendesaison in das Oberligateam des FCC auf. Am 16. Spieltag 1989/90 debütierte er unter dem früheren DDR-A-Auswahltrainer Bernd Stange beim Auswärtsremis (1:1) gegen den HFC Chemie. In seiner vierten Partie in der höchsten Spielklasse des DDR-Fußballs erzielte er sein einziges Punktspieltor im Trikot der Jenaer Ersten. Der Mittelfeldspieler traf beim 2:1-Auswärtssieg gegen die BSG Stahl Eisenhüttenstadt zum zwischenzeitlichen Ausgleich für den dreifachen DDR-Meister.
In der letzten eigenständigen Saison des ostdeutschen Erstligafußballs wurde Frank Eschler nur in vier Partien und insgesamt 158 Minuten eingesetzt. Mit seinen Mannschaftskameraden erreichte er die direkte Qualifikation für die 2. Bundesliga im nun gesamtdeutschen Ligafußball.
Nach der Wiedervereinigung gehörte er in sechs Spielzeiten zum Kader der Elf aus dem Ernst-Abbe-Sportfeld. Nur in zwei Spielzeiten, darunter beim sofortigen Wiederaufstieg 1994/95 des FC Carl Zeiss aus der Regionalliga in die 2. Bundesliga, bestritt er mehr als 20 Punktspiele. Mit den Jenaern gewann er 1995 den Thüringer Landespokal. Bereits mit 26 Jahren musste Eschler seine Karriere im Profifußball 1997 beenden. Zuletzt hatte er am 8. März 1996 in der 2. Liga gegen Hertha BSC beim 4:2-Auswärtssieg der Jenaer auf dem Platz gestanden, musste aber bereits 18 Minuten mit einem Muskelfaserriss vom Platz gehen.

### Auswahleinsätze
Durch seine ersten Oberligaeinsätze im Frühjahr 1990 spielte sich Frank Eschler ins Blickfeld der DFV-Trainer. Mit der Olympiaauswahl der vor ihrer Auflösung stehenden DDR weilte er im Sommer des Jahres in den USA und besiegte mit seinen Teamkameraden die Nationalmannschaft der Vereinigten Staaten in einem Freundschaftsvergleich mit 2:1.